# 八日堂駅
八日堂駅（ようかどうえき）は、長野県上田市（開業時は旧・小県郡神川村）国分にあった上田丸子電鉄丸子線の駅（廃駅）である。丸子線の廃線に伴い1969年（昭和44年）4月20日に廃駅となった。

## 歴史
- 1925年（大正14年）8月1日：丸子鉄道上田東駅 - 大屋駅（後の電鉄大屋駅）間延伸開通に伴い開業[1][2][3]。一般駅。
- 1943年（昭和18年）10月21日：交通統合に伴い上田丸子電鉄丸子線の駅になる[1][3]。
- 1955年（昭和30年）5月4日：役員会にて当駅 - 別所線、国鉄線上田駅間（八田線）鉄道敷設出願を決定[4]。
- 1960年（昭和35年）3月29日：当駅 - 上田駅間（八田線）鉄道敷設免許申請取下げを決定[4]。
- 1969年（昭和44年）4月20日：丸子線の廃線に伴い廃止となる[1][2][3]。

## 駅構造
廃止時点で、島式ホーム1面2線を有する地上駅で、列車交換が可能な交換駅であった。駅舎側（南西側）が下り線（上田東方面）、外側（北東側）が上り線（丸子町方面）となっていた。転轍機の形状は上田東方、丸子町方ともに片開き分岐であった。そのほか下り線の丸子町方から分岐した行き止りの側線を1線有した。この側線は八日堂縁日用の福だるまを積んだ貨車が留置されたり、1963年（昭和38年）2月時点では山梨交通電車線から入線したモハ7（当線運行時にモハ2341に改番）が改造前のしばらくの間、留置されていた。また、島式ホームの下り線側の向かい、駅舎の北側に八日堂縁日（毎年1月7、8日）用の臨時ホームである単式ホーム1面を有した。
職員配置駅となっていた。駅舎は構内の南西側に位置し、ホーム南側の階段とを結ぶ構内踏切で連絡した。島式ホームは上屋を有した。

## 駅周辺
信濃国分寺跡にて毎年1月7、8日に八日堂縁日が立ち、その日は大変賑わったという。当線廃止後の2002年（平成14年）3月29日に、当駅跡から神川方にしなの鉄道しなの鉄道線信濃国分寺駅が開業した。
- 北陸新幹線高架橋 - 当線廃止後の建設。
- 国道18号
- 国分寺史跡公園 - 駅跡は当公園の敷地に取り込まれている[7]。
- 千曲川

## 駅跡
1996年（平成8年）時点では、確認は困難になっていたが、駅跡は国分寺史跡公園の敷地として整備されていた。
電鉄大屋駅附近から上田東方面、当駅跡附近までの線路跡は、信越本線の複線化用地となり消滅し、しなの鉄道下り線の敷地となっていた。
また、当駅 - 上堀駅間にて信越本線をオーバークロスしていた部分は、信越本線を跨いでいた橋梁の丸子町方の線路跡の、カーブして地平に降りていた部分が2010年（平成22年）10月時点では道路に転用されていた。橋梁部分は2007年（平成19年）8月時点では上田東方に橋台が残存し、2010年（平成22年）10月時点でも同様であった。橋台の先、上田東方は2010年（平成22年）10月時点では住宅地となっていた。その先の線路跡の一部が切り通しを埋めた細長い駐車場の敷地として確認出来た。

## その他

### 上田駅連絡線（八田線/八日堂線）計画
当線は同社の他路線と接続していない唯一の路線であり、上田駅から当線の各駅まで乗るには、必ず大屋駅まで国鉄線に乗ってそこから当線電車に乗り換えるという方法しかなかったが、方向によっては不便であった。また上田丸子電鉄としての車輛運用の合理化を計るための当線上丸子駅と西丸子線寿町駅とを連絡する計画が用地買収などの問題により困難になった後に、計画変更として1955年（昭和30年）5月4日の役員会にて当駅 - 上田駅間の鉄道敷設（八田線/八日堂線）出願を決定、この案を進めることとなった。しかし結局1960年（昭和35年）3月29日に鉄道敷設免許申請取下げを決定、実を結ぶことはなかった。

## 隣の駅
上田丸子電鉄
丸子線
上堀駅 - 八日堂駅 - 神川駅